# Марсел Детиен
Марсел Детиен (на френски: Marcel Detienne) (р. 1935) е френски историк от белгийски произход, университетски преподавател по старогръцка култура, специалист по сравнителна антропология. Почетен професор по класическа филология на Университета „Джонс Хопкинс“ в САЩ.

## Биография
Заедно с Жан-Пиер Вернан и Пиер Видал-Наке Детиен е сред пионерите в прилагането на антропологическия подход, изграден под влиянието на структурализма на Клод Леви-Строс, към Гърция от архаичния и класическия период.
Получава докторска степен по религиознание (на френски: Doctorat en sciences religieuses) в École des Hautes Études през 1960 г., а докторска степен по философия и литература (на френски: Doctorat en philosophie et lettres) в Лиежкия университет през 1965 г.
До 1998 г. Детиен преподава в парижкия École pratique des hautes études. От 1992 г. е професор в Департамента по класическа филология към Университета „Джонс Хопкинс“.